# Fissidens macaoensis
Fissidens macaoensis là một loài Rêu trong họ Fissidentaceae. Loài này được L. Zhang mô tả khoa học đầu tiên năm 2011.